# 1146
Năm 1146  trong lịch Julius.

## Sinh
- Hoàn Nhan Doãn Cung, con trai thứ hai của Kim Thế Tông và Minh Đức Hoàng hậu Ô Lâm Đáp Thị trong lịch sử Trung Quốc

## Mất
- Tháng 3: Mâu Du Đô, đại thần nhà Lý trong lịch sử Việt Nam, làm quan dưới 3 đời vua Lý Nhân Tông, Lý Thần Tông và Lý Anh Tông
- 10 tháng 4: Cao Ly Nhân Tông, quốc vương thứ 17 của Cao Ly
- 14 tháng 9: Imad ad-Din Zengi, Thái trụ của các xứ Mosul, Aleppo, Hama và Edessa, người sáng lập Triều Zengi, một triều đại lớn của người Hồi giáo
- 18 tháng 10: Lưu Dự, người Phụ Thành, Cảnh Châu, viên quan thời Bắc Tống, từng được nhà Kim sắc phong làm Đại Tề Hoàng đế
- Không rõ: Vũ Văn Hư Trung, nhà thơ đời Kim, tiến sĩ năm thứ 3 (1109) đời Tống Huy Tông Bắc Tống